# Comité de Defesa do Estado
O Comité de Defesa do Estado (em russo:  Государственный комитет обороны, ГКО) era um órgão extraordinário do poder estatal na URSS durante a Guerra Alemão-Soviética (Grande Guerra Patriótica) que detinha o poder estatal completo no país.

## Escopo geral
Os soviéticos estabeleceram o GKO em 30 de junho de 1941 (uma semana após a Alemanha nazista invadir a União Soviética em 22 de junho de 1941) por uma decisão composta do Presidium do Soviete Supremo da URSS, do Conselho dos Comissários do Povo (Sovnarkom), e o Comitê Central do Partido Comunista da União Soviética. A situação de guerra nas linhas de frente exigia uma forma de governo mais centralizada. O Soviete Supremo, no entanto, continuou sem suspensão. Em 18 de junho de 1942, mais de 1 mil membros compareceram à 9ª sessão do Supremo Soviete em Moscou.
Geoffrey Roberts vê o GKO como "uma espécie de gabinete de guerra".

## Composição
A composição inicial do comitê era a seguinte:
- Presidente - Stalin
- Vice-Presidente - Molotov (até 16 de maio de 1944)
- outros membros - Beria, Voroshilov, Malenkov (Indústria da aviação) [3]

Em 3 de fevereiro de 1942, os membros do comitê também se tornaram o presidente da Gosplan Voznesensky e Mikoyan, enquanto em 20 de fevereiro de 1942 também foram incluídos Lazar Kaganovich (Narkom dos Transportes). No final da guerra, em 22 de novembro de 1944, Nikolai Bulganin (presidente do Diretório dos Bancos Estatais) substituiu Klim Voroshilov no comitê.